# Jardim Avelino

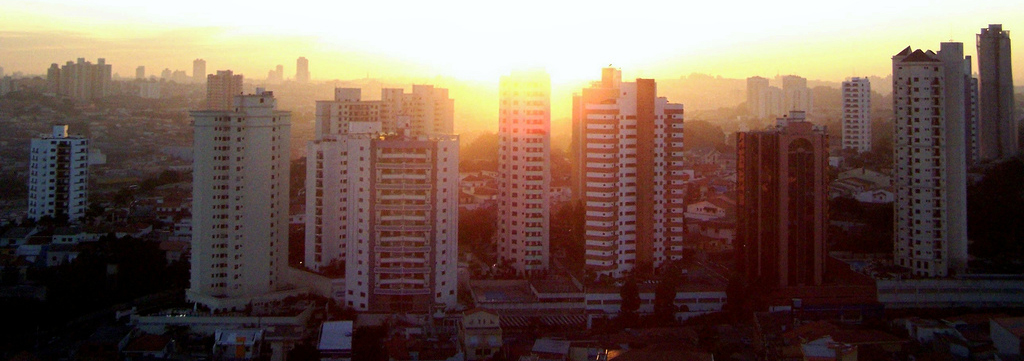
Jardim Avelino

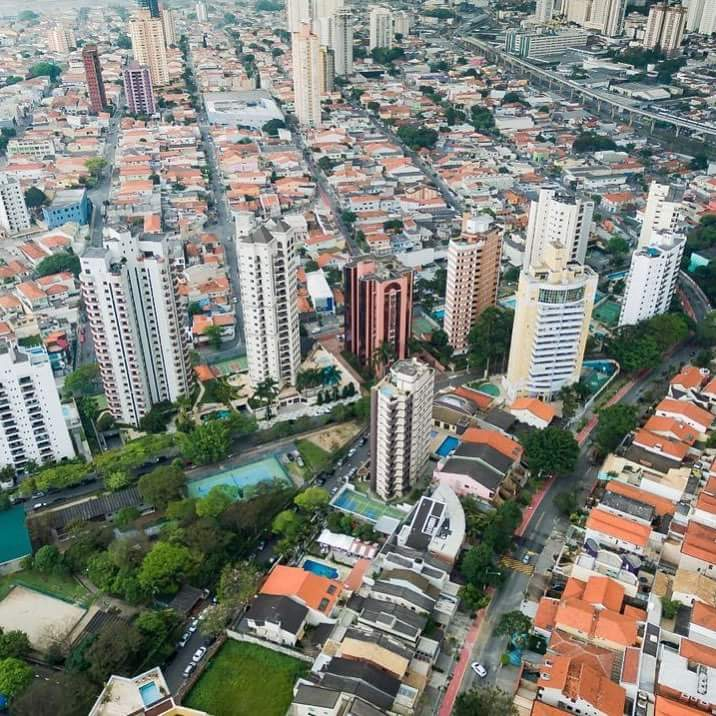
Jardim Avelino - aéreo

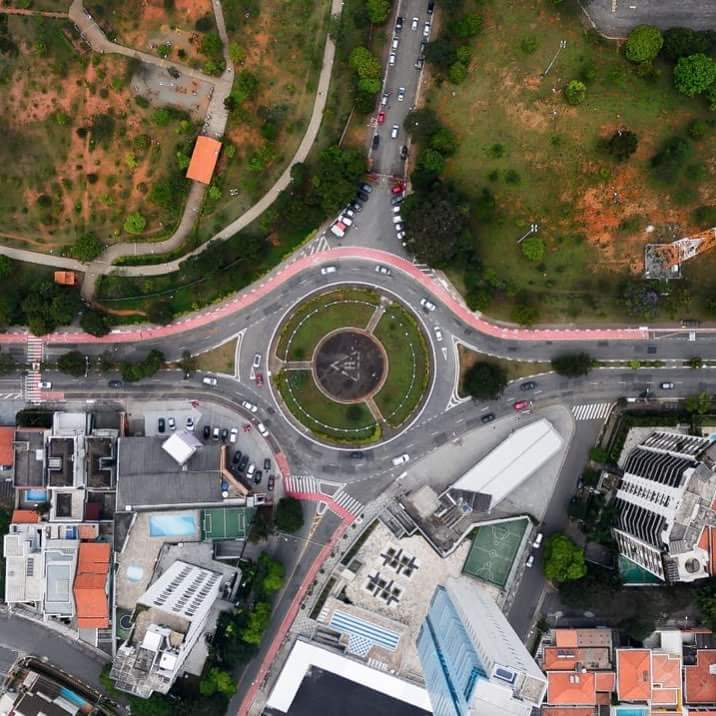
Jardim Avelino - Heliponto

Jardim Avelino é um bairro nobre e estritamente residencial, pertencente ao distrito da Vila Prudente e localizado na Zona Leste da cidade de São Paulo.
Suas origens são relativamente recentes, sendo que o desenvolvimento do bairro começou na década de 50, seguindo o conceito urbanístico de bairro-jardim.
O bairro, nascido de um loteamento bem planejado, possui ruas tranquilas e muito arborizadas onde estão dispostas residências de alto padrão e edifícios de arquitetura moderna, resultando em um dos bairros mais arborizados da zona sudeste de São Paulo e alvo de forte especulação imobiliária.
A disposição diferenciada e planejada das ruas do bairro começaram a ser delineadas quando Fernando Avelino contratou o renomado engenheiro Alberto Morato Krahenbuhl para o desenvolvimento sustentável da região.
O projeto consistiu no planejamento de ruas curtas e sinuosas, desviando o trânsito dos veículos para as avenidas circunvizinhas, resultando em ruas internas mais agradáveis e de pouco movimento. Arquitetou-se, também, inúmeras praças e jardins, dando vida à um harmonioso bairro em que a alta concentração de verde favorece uma vista agradável, ar puro e clima ameno.
Junto ao bairro Jardim Anália Franco, é um dos bairros mais nobres da região, sendo um dos poucos estritamente residenciais - assemelhando-se ao bairro do Morumbi.
Nele fica localizado o Crematório Municipal Dr. Jayme Augusto Lopes, também conhecido por Crematório da Vila Alpina, primeiro do Brasil e da América Latina, e único da cidade de São Paulo.
O bairro é considerado por muitos, um dos mais seguros da Zona Leste, como também da cidade de São Paulo.
A região possui comunidades de imigrantes e descendentes que ainda preservam as tradições e culturas da Europa do Leste, como a bielorrussa, búlgara, croata, eslovena, estónia, húngara, letã, lituana, polonesa, romena, russa, checa e ucraniana, entre outras.
A procura pelo charmoso bairro se dá também em razão da revitalização e investimento em paisagismo no Parque Ecológico da Vila Prudente, considerados um dos mais conservados e propícios à da prática de esportes e que, atualmente, é palco de eventos comunitários como a Feira do Leste Europeu, a Corrida e Caminhada Anual,a Cãominhada entre outros eventos organizados pela Associação de Moradores Comerciantes, Empresários e grupos de Facebook (AMOVIZA e Amigos do Jardim Avelino).